# Ochropleura perirrorata
Ochropleura perirrorata là một loài bướm đêm trong họ Noctuidae.